# Horqin

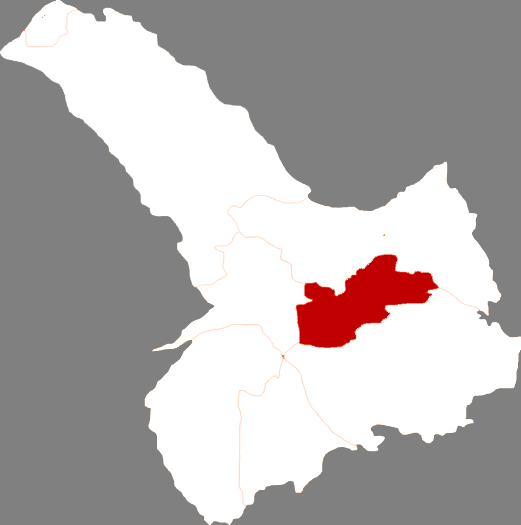
Lage Horqins in Tongliao

Der Stadtbezirk Horqin (chinesisch 科爾沁區 / 科尔沁区, Pinyin Kē’ěrqìn Qū; mongolisch: ᠬᠣᠷᠴᠢᠨ ᠲᠣᠭᠣᠷᠢᠭ Qorčin toɣoriɣ) ist ein Stadtbezirk der bezirksfreien Stadt Tongliao im Osten des Autonomen Gebietes Innere Mongolei im Nordosten der Volksrepublik China. Er hat eine Fläche von 3.212 km² und zählt 810.000 Einwohner (2004).